# Список умерших в 1089 году

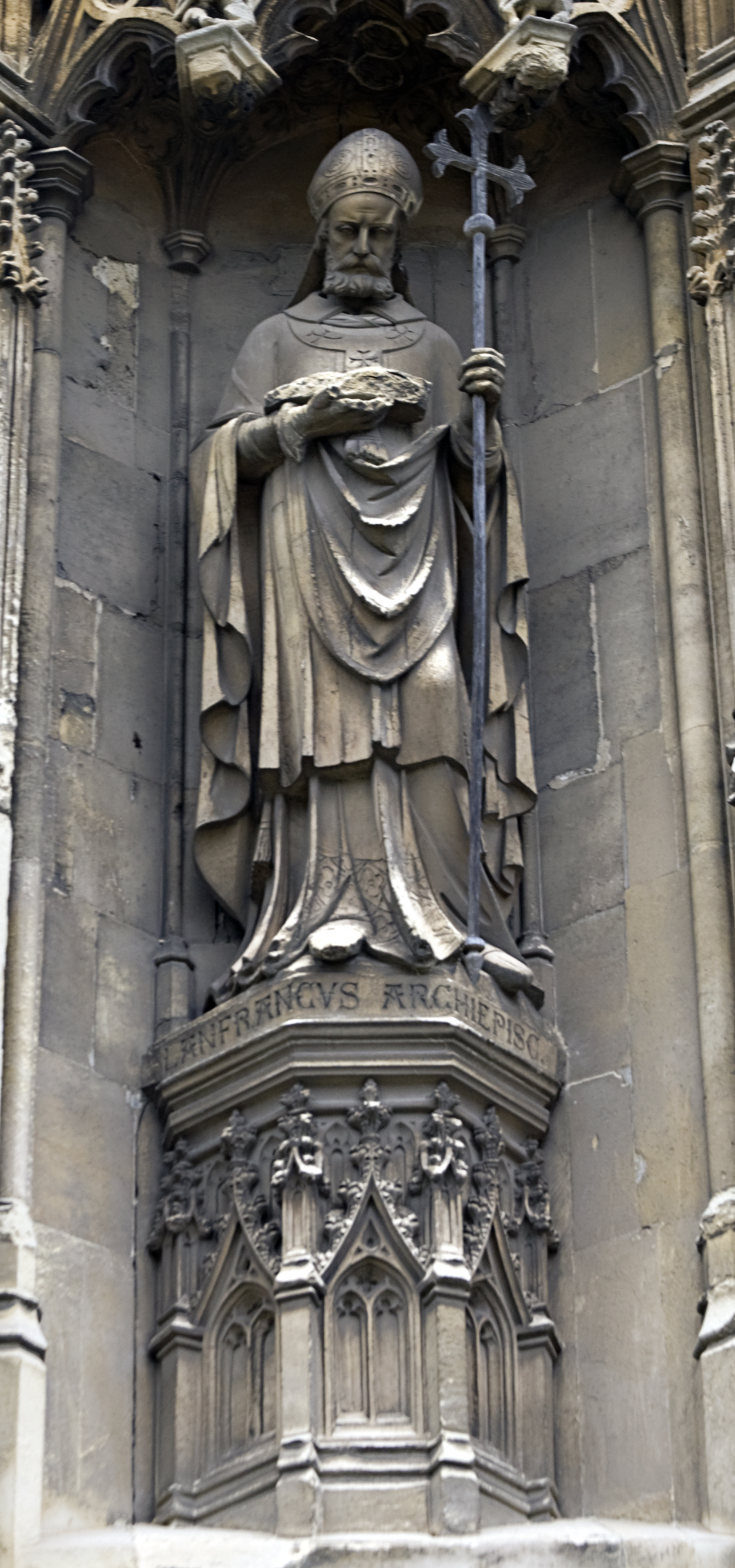
Ланфранк

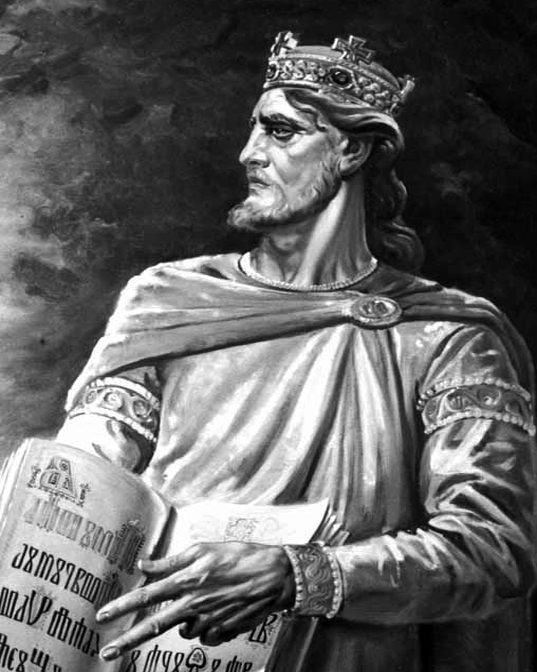
Дмитар Звонимир

В этой статье представлен список известных людей, умерших в 1089 году.
См. также: Категория:Умершие в 1089 году

## Март
- 8 марта — Абдуллах аль-Ансари (82) — персидский поэт, суфий-ханбалит.

## Апрель
- 20 апреля — Дмитар Звонимир — король Хорватии (1075—1089).

## Май
- 28 мая — Ланфранк — архиепископ Кентерберийский с 1070 года, крупнейший религиозный деятель Англии XI века.

## Сентябрь
- 5 сентября — Гуго VII фон Эгисхейм-Дагсбург — граф Эгисхейма и Дагсбурга.
- 29/30 сентября — Тибо III де Блуа — граф Блуа, граф Шатодена, граф Шартра, граф Сансерра (1037—1089), граф Тура (1037—1044), последний граф Труа и Мо (1066—1089)

## Ноябрь
- 11 ноября — Пётр Огненный — кардинал-епископ Альбано, святой Римско-католической церкви.

## Дата неизвестна или требует уточнения
- Агнес де Пуатье[англ.] — графиня-консорт Савойи, маркграфиня-консорт Сузы, маркграфиня-консорт Турина (1060—1078), жена графа Пьера I
- Аль-Баздави — ведущий ханафитский ученый в области принципов исламской юриспруденции.
- Доннхад мак Домнайлл Ремайр — король Лейнстера (1075—1089) и Дублина (1086—1089).
- Иоанн II — митрополит Киевский и всея Руси 1076/1077—1089
- Кюрике II — царь Ташир-Дзорагетского царства (1048—1089)
- Мешко Болеславич — князь краковский (1086—1089)
- Орцокко Торкиторио I — судья Кальяри.
- Амори II де Монфор — сеньор де Монфор-л’Амори (1087—1089), убит
- Ранульф II — граф Байё (1047—1089)
- Рейнвард[нем.] — епископ Миндена (1080—1089)